# Резолюция Совета Безопасности ООН 1011
Резолюция Совета Безопасности Организации Объединённых Наций 1011 (код — S/RES/1011), принятая 16 августа 1995 года, сославшись на резолюции 918 (1994), 997 (1995) и 1005 (1995) о ситуации в Руанде, Совет Безопасности ООН приостановил действие эмбарго на поставки оружия правительству Руанды.
Совет Безопасности получил доклад Генерального секретаря ООН Бутроса Бутроса-Гали о контроле за соблюдением ограничений на передачу оружия и о ходе миссии Миссии ООН по содействию Руанде. Владение оружием среди населения является одним из основных дестабилизирующих факторов в районе Великих Африканских озёр. Заир предложил создать международную комиссию под эгидой ООН для расследования поставок оружия бывшим правительственным силам Руанды. Регистрация и маркировка оружия во многом способствовали бы контролю и соблюдению ограничений.
Выражается обеспокоенность по поводу вторжения в Руанду элементов бывшего режима и подчеркивается необходимость принятия эффективных мер для обеспечения того, чтобы граждане Руанды в соседних странах не могли осуществлять деятельность или получать оружие с целью дестабилизации обстановки в стране. Все слои населения Руанды, за исключением тех, кто причастен к геноциду, должны были начать переговоры. Руанда потребовала отменить эмбарго на поставки оружия правительству Руанды, чтобы обеспечить безопасность своего народа. Первоначально напоминалось, что эмбарго на поставки оружия было введено для предотвращения использования оружия и оборудования в массовых убийствах невинных людей. Уже было принято решение о сокращении численности МООНПР и о том, что правительство Руанды несет ответственность за безопасность населения.
Совет обратил внимание на правовую систему Руанды, особенно на переполненность, нехватку судей, содержание под стражей несовершеннолетних и пожилых людей и отсутствие быстрого судебного процесса. В этой связи приветствовались усилия Организации Объединённых Наций и доноров в сотрудничестве с Руандой по улучшению ситуации.
Генеральному секретарю было предложено как можно скорее вынести рекомендации относительно комиссии для проведения расследования поставок оружия бывшим правительственным силам Руанды в районе Великих озёр. В то же время Руанде и её соседям было предложено сотрудничать с комиссией. В течение месяца Бутрос-Гали должен был представить доклад о подготовке к созыву региональной Конференции по безопасности, стабильности и развитию и репатриации беженцев. Правительство Руанды было призвано создать атмосферу доверия для безопасного возвращения беженцев и решить гуманитарные проблемы в своих тюрьмах.
Действуя в соответствии с главой VII Устава ООН, Совет затем постановил, что эмбарго на поставки оружия правительству Руанды будет приостановлено до 1 сентября 1996 года через ряд пунктов доступа в страну, о чём государства-члены будут уведомлены. После этой даты ограничения на поставки оружия правительству Руанды будут прекращены. Поставки оружия другим группам, кроме правительства Руанды, запрещались, также предотвращалась перепродажа оружия. В связи с этим страны, поставляющие оружие Руанде, должны были бы уведомить комитет, созданный резолюцией 918. Генеральному секретарю было предложено в течение шести, а затем в течение двенадцати месяцев представить отчет об этих поставках.